# E583 (Ecuador)
De E583 of Vía Colectora Puerto Bolívar-Y del Cambio (Verzamelweg Puerto Bolívar-Y del Cambio) is een secundaire nationale weg in Ecuador. De weg loopt van Machala naar Puerto Bolívar en is 7 kilometer lang. 